# Avangardstadion
Het Avangardstadion is een multifunctioneel stadion in Vyborg, een stad in Rusland. 
Het stadion wordt vooral gebruikt voor voetbalwedstrijden, de voetbalclub FK Favorit maakt gebruik van dit stadion. In het stadion is plaats voor 5.000 toeschouwers. Het stadion werd geopend in 1934, in die tijd was Vyborg een onderdeel van Finland. 